# La Redevance du fantôme (nouvelle)
La Redevance du fantôme (The Ghostly Rental ), aussi traduit en français sous les titres Le Loyer du fantôme ou Le Fantôme locataire, est une nouvelle fantastique d'Henry James, parue en septembre 1876 dans le Scribner's Magazine.
Inspirée par les récits de Nathaniel Hawthorne, cette nouvelle de jeunesse appartient au sous-genre fantastique des histoires de fantômes. 

## Résumé
Le narrateur, un jeune étudiant en théologie qui aime les promenades à pied, est intrigué par une maison abandonnée, sise sur une route isolée que les gens du village évitent d'emprunter. Il remarque qu’un étrange vieillard s’y rend chaque mois et finit par aborder ce capitaine Diamond qui lui révèle son histoire.  
Il y a vingt ans, dans un de ses accès de colère dont il était coutumier, Diamond a maudit sa fille qu'il avait retrouvée en compagnie d’un homme. Peu après, la jeune fille mourut, et le capitaine fut bientôt contraint de quitter la maison pour la laisser au fantôme de la morte, mais contraint d’y revenir chaque mois pour lui payer une redevance. 
Incrédule, le narrateur entend s’assurer par lui-même que la maison est bien hantée. Il y pénètre au crépuscule et, dans un premier temps, voit ses craintes confirmées. Mais, quand il affronte le fantôme une seconde fois, alors que le vieux capitaine est mourant, il découvre que sa fille, devenue une femme, est bien vivante, et que, par son subterfuge, elle a fait chèrement payer à son père la souffrance qu’il lui avait jadis infligée. C’est alors que le spectre du vieux capitaine fait son apparition... 

## Traductions françaises
- La Redevance du fantôme, traduit par Marie Canavaggia, dans La Redevance du fantôme : nouvelles, Paris, UGE, coll. « 10/18 » no 836, 1974 ; réédition, Paris, LGF, coll. « Le Livre de poche. Biblio » no 360, 1988
- Le Loyer du fantôme, traduit par Jean Pavans, dans Nouvelles complètes, tome II, Paris, Éditions de la Différence, 1992
- Le Fantôme locataire, traduit par Pierre Fontaney, dans Nouvelles complètes, tome I, Paris, Gallimard, coll. « Bibliothèque de la Pléiade », 2003 ; réédition (avec Histoire singulière de quelques vieux vêtements), Paris, Gallimard, coll. « Folio 2 euros » no 5900, 2015

## Adaptation à la télévision
- 1965 : La Redevance du fantôme, téléfilm français de Robert Enrico, avec Stéphane Fey, François Vibert, Marie Laforêt et Michel Lonsdale

## Sources
- Tales of Henry James: The Texts of the Tales, the Author on His Craft, Criticism sous la direction de Christof Wegelin et Henry Wonham (New York: W.W. Norton & Company, 2003)  (ISBN 0-393-97710-2)
- The Tales of Henry James par Edward Wagenknecht (New York: Frederick Ungar Publishing Co., 1984)  (ISBN 0-8044-2957-X)